# Beto Almeida
Beto Almeida (sinh ngày 5 tháng 4 năm 1955) là một huấn luyện viên và cựu cầu thủ bóng đá người Brasil.

## Sự nghiệp Huấn luyện viên
Beto Almeida đã dẫn dắt Kawasaki Frontale, Juventude và Guaraní.